# بطولة أمم أوقيانوسيا لكرة السلة 1997
بطولة أمم أوقيانوسيا لكرة السلة 1997 أقيمت في نيوزيلندا. بمشاركة 3 فرق. فازت أستراليا بالبطولة للمرة الـ 13.

## الفرق التي لم تشارك
| - ساموا الأمريكية - جزر كوك - ميكرونيسيا - فيجي - غوام - كيريباتي - جزر مارشال - ناورو - جزيرة نورفولك | - جزر ماريانا الشمالية - بالاو - بابوا غينيا الجديدة - ساموا - جزر سليمان - تاهيتي - تونغا - توفالو - فانواتو |

## النتائج
| سبتمبر 1 | التقرير | نيوزيلندا                      | 136–41 | كاليدونيا الجديدة |  |  |
| سبتمبر 1 | التقرير | النقاط حسب النصف: 68-20، 68-21 |        |                   |  |  |

| سبتمبر 2 | التقرير | أستراليا                       | 97–75 | نيوزيلندا |  |  |
| سبتمبر 2 | التقرير | النقاط حسب النصف: 49-44، 48-31 |       |           |  |  |

| سبتمبر 3 | التقرير | أستراليا                       | 138–46 | كاليدونيا الجديدة |  |  |
| سبتمبر 3 | التقرير | النقاط حسب النصف: 62-17، 76-29 |        |                   |  |  |

## البطولة
| سبتمبر 4 | التقرير | أستراليا                       | 85–67 | نيوزيلندا |  |  |
| سبتمبر 4 | التقرير | النقاط حسب النصف: 43-43، 42-24 |       |           |  |  |

## الترتيب النهائي
| الترتيب | الفريق            | السجل |
| ------- | ----------------- | ----- |
| 1       | أستراليا          | 3-0   |
| 2       | نيوزيلندا         | 1-2   |
| 3       | كاليدونيا الجديدة | 0-2   |

## جوائز
| البطل                 |
| --------------------- |
| · أستراليا · للمرة 13 |